# Pachiñe Encinal
Pachiñe Encinal är en ort i Mexiko.   Den ligger i kommunen San Juan Guichicovi och delstaten Oaxaca, i den sydöstra delen av landet, 500 km sydost om huvudstaden Mexico City. Pachiñe Encinal ligger 274 meter över havet och antalet invånare är 160.
Terrängen runt Pachiñe Encinal är kuperad åt sydväst, men åt nordost är den platt. Runt Pachiñe Encinal är det ganska glesbefolkat, med 28 invånare per kvadratkilometer. Närmaste större samhälle är Matías Romero, 15,3 km sydost om Pachiñe Encinal. Omgivningarna runt Pachiñe Encinal är en mosaik av jordbruksmark och naturlig växtlighet.